# Lithognathus aureti
Lithognathus aureti és un peix teleosti de la família dels espàrids i de l'ordre dels perciformes present a les costes del sud-est de l'Atlàntic: des d'Angola fins a Sud-àfrica.
Pot arribar als 100 cm de llargària total i als 19,3 kg de pes. Menja musclos, cucs i crancs.